# 179 (nombre)
« Cent soixante-dix-neuf » redirige ici. Pour l'année, voir 179.
179 (cent soixante-dix-neuf ou cent septante-neuf) est l'entier naturel qui suit 178 et qui précède 180.

## En mathématiques
Cent soixante-dix-neuf est :
- Un nombre premier, étant le deuxième terme dans la plus petite chaîne de Cunningham de première sorte qui est longue de six termes, précédé par 89 et suivi par 359.
- Un nombre premier de Sophie Germain.
- Un nombre premier sûr.
- Un nombre premier long.
- Un nombre premier jumeau avec 181, faisant de 179 un nombre premier de Chen. Puisque 179 est un multiple de trois moins un, c'est un nombre premier d'Eisenstein sans partie imaginaire.
- un nombre premier sexy avec 173.
- Un nombre strictement non-palindrome, il n'est pas palindrome en binaire ou dans une base quelconque jusqu'à la base 177.

## Dans d'autres domaines
Cent soixante-dix-neuf est aussi :
- Années historiques : -179, 179